# Salam al-Maliki
Pour les articles homonymes, voir Al-Maliki.
Salam al-Maliki est un homme politique irakien. Il est ministre des Transports de mai 2005 à mai 2006.
Lors de la crise internationale des caricatures de Mahomet, M. Salam al-Maliki, annonce le gel des contrats avec le Danemark et la Norvège pour protester contre la parution de caricatures de Mahomet.